# 巴尔扎克路
巴尔扎克路（Rue Balzac）是巴黎第八区的一条街道，距离凯旋门不远，始于香榭丽舍大街124号，止于圣奥诺雷市郊路193号。